# サットフィン・ブールバード駅 (INDクイーンズ・ブールバード線)
サットフィン・ブールバード駅（Sutphin Boulevard）はクイーンズ区のヒルサイド・アベニューとサットフィン・ブールバード交差点に位置するニューヨーク市地下鉄INDクイーンズ・ブールバード線の駅である。F系統が終日停車する。

## 歴史
駅は1937年4月24日にキュー・ガーデン-ユニオン・ターンパイク駅から169丁目駅まで延伸した際に開業した。
駅は75番街駅とともに1953年に40万ドルかけてホームが延伸された。

## 駅構造
| G          | 地上階                       | 出入口                                                                      |
| M          | 改札階                       | 改札、駅員詰所、メトロカード券売機                                          |
| P ホーム階 | 相対式ホーム、右側ドアが開く | 相対式ホーム、右側ドアが開く                                                |
| P ホーム階 | 南行緩行線                   | ← コニー・アイランド-スティルウェル・アベニュー駅行き（ブライアーウッド駅） |
| P ホーム階 | 南行急行線                   | ← ラッシュ時：通過                                                          |
| P ホーム階 | 北行急行線                   | → ラッシュ時：通過 →                                                        |
| P ホーム階 | 北行緩行線                   | → ジャマイカ-179丁目駅行き（パーソンズ・ブールバード駅） →                  |
| P ホーム階 | 相対式ホーム、右側ドアが開く |                                                                             |

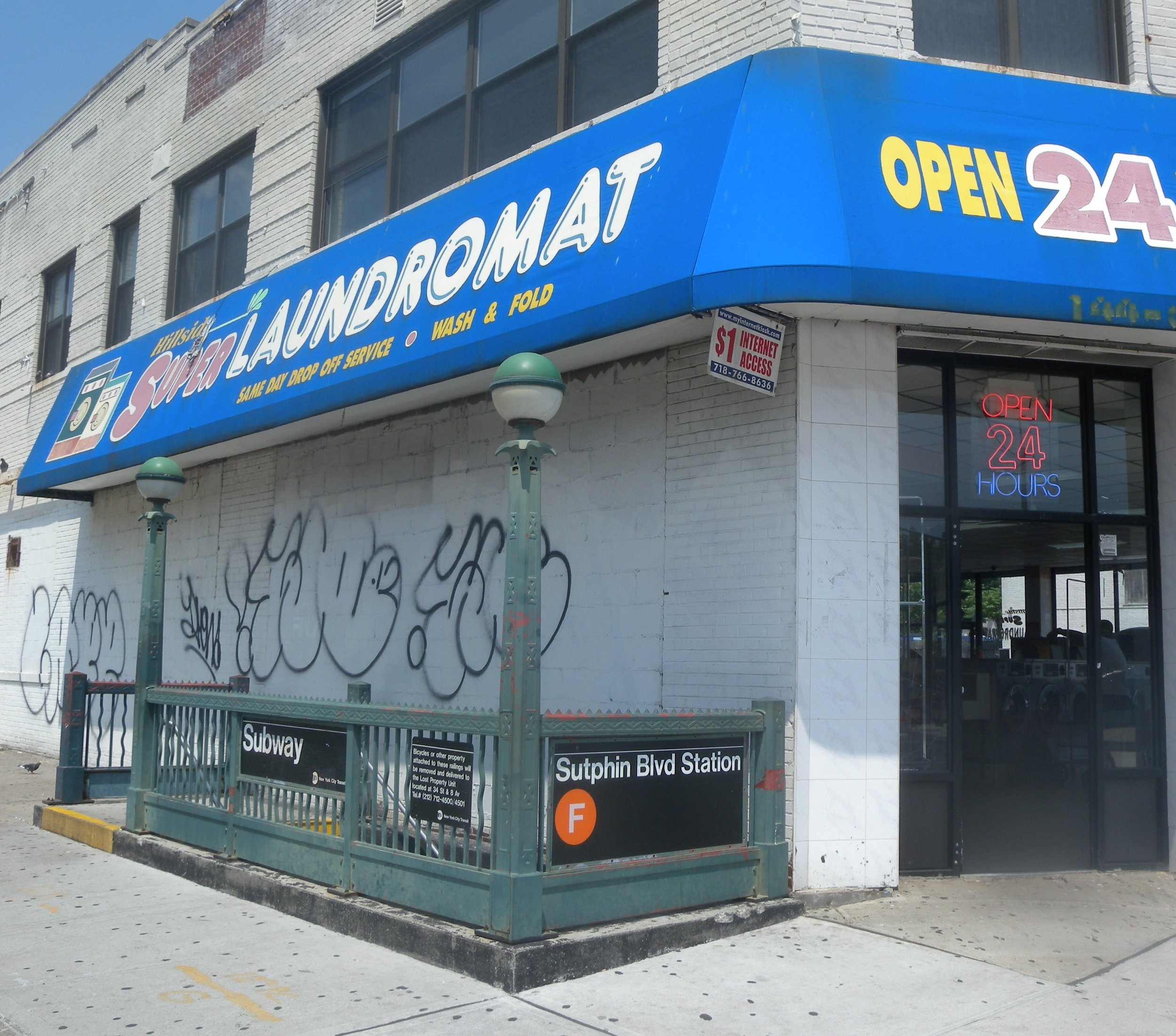
144丁目の階段

駅は相対式ホーム2面4線の駅で、急行線はラッシュ時のE系統が使用するのみである。駅ホーム及びメザニンの柱は青色、タイルは黄色であり、壁の駅名標は"SUTPHIN BLVD."とサンセリフ体で書かれている。
ホーム上全長に渡ってメザニンが設置されている。

### 出口
終日営業の改札は東端にあり、地上へはサットフィン・ブールバード-ヒルサイド・アベニュー交差点の南東、南西と148丁目-ヒルサイド・アベニュー交差点北西に1か所ずつ階段が接続している。
西端の改札は2003年以降は無人で、地上へは144丁目-ヒルサイド・アベニュー交差点南西と北東に階段が1つずつ接続している。

## 大衆文化の中で
1998年の映画星の王子 ニューヨークへ行くで、エディー・マーフィーが演じるキャラクター（アキーム）が彼と結婚し、アフリカの架空の王国であるザムンダに行くという彼の愛の関心を説得しようとしている。彼は彼女をブライアーウッド駅で追いついた。彼らは列車に乗り、次の停車駅である当駅で降りる。列車を降りる時"Sutphin"の壁タイルを見ることができる。しかし、このシーンは、実際にはブルックリン区のホイト-スカーマーホーン・ストリーツ駅の未使用のホームと線路で撮影された。 